# Bergell

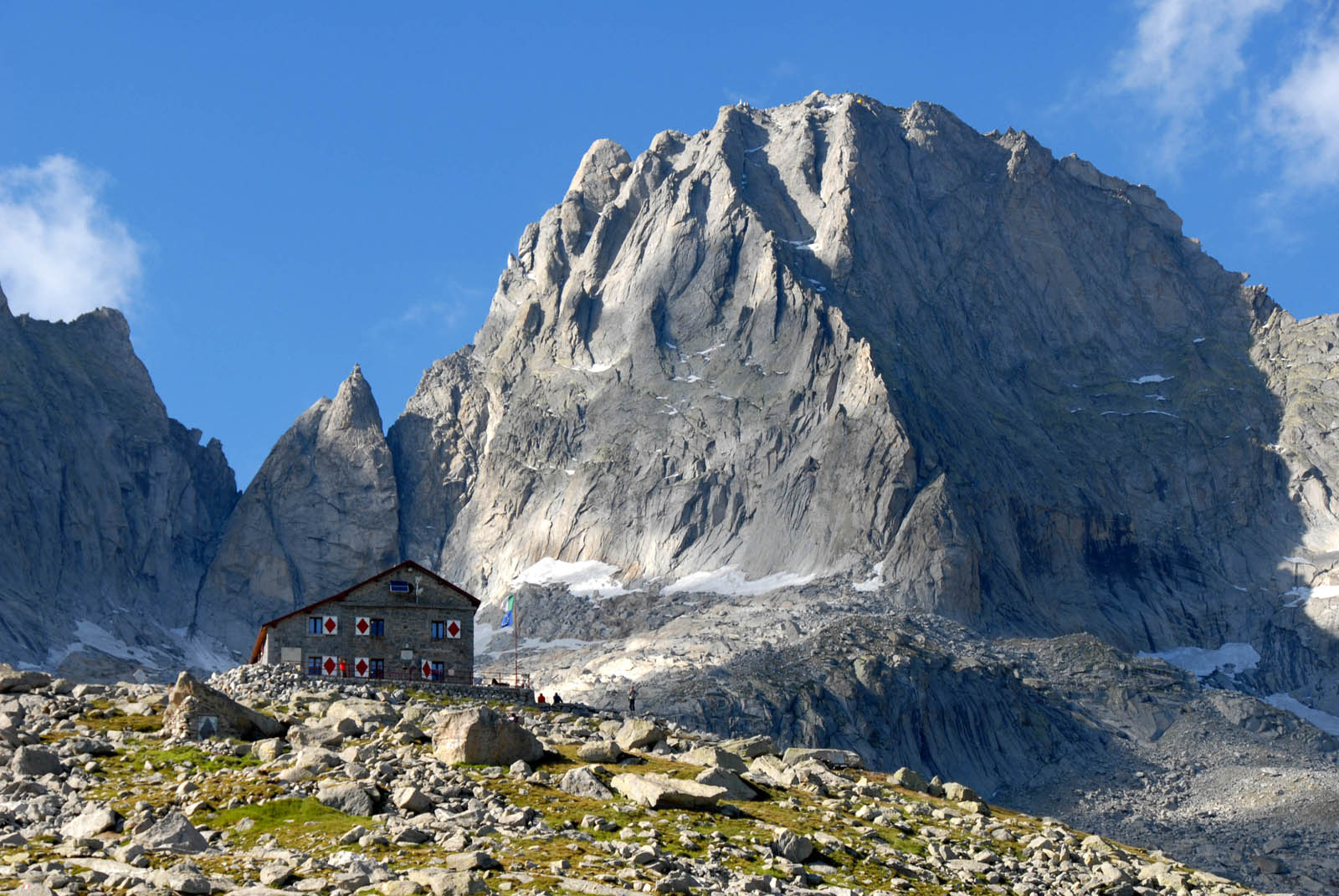
Piz Badile

Bergeller Alpen, Monti della Val Bregaglia (także Bergell, Alpi della Val Bregaglia) – pasmo górskie w Alpach Wschodnich. Pasmo leży na pograniczu Szwajcarii (Gryzonia) i północnych Włoch (Prowincja Sondrio). Nazwa pochodzi od doliny Bergell (wł. Val Bregaglia), która należy w części do Szwajcarii, a w części do Włoch.
Pasmo popularne wśród wspinaczy, przyciągając takimi szczytami jak Monte Disgrazia, Piz Cengalo i Piz Badile oraz masywem Sciora.
Z Pranzairy do jeziora Albigna kursuje kolejka linowa, Schronisko Albigna (2331 m) leży o 30–45 minut drogi dalej.

## Szczyty
Najważniejsze szczyty Bergell to:
- Monte Disgrazia 3678 m
- Cima di Castello 3375 m
- Cima di Rosso  3369 m
- Piz Cengalo  3367 m
- Cima dal Cantun 3354 m
- Monte Sissone  3330 m
- Piz Badile  3308 m
- Sciora di Dentro 3275 m
- Cima della Bondasca  3267 m
- Piz Bacun 3244 m
- Punta Pioda  3238 m
- Pizzi Gemmelli  3223 m
- Monte del Forno 3214 m
- Ago di Sciora  3205 m
- Monte di Zocca 3175 m
- Piz Badilet  3171 m